# €

Das Eurozeichen

Bemaßung

Verschiedene Schriftarten

Das Eurozeichen € ist das Währungssymbol des Euros. Es wurde am 12. Dezember 1996 der Öffentlichkeit vorgestellt und 1997 von der Europäischen Kommission der EG-Staaten als Symbol für eine europäische Gemeinschaftswährung eingeführt.
Es soll auf einem 1974 als Studie geschaffenen Entwurf des ehemaligen Chefgrafikers der Europäischen Gemeinschaft (EG), Arthur Eisenmenger, basieren. Dagegen erklärt die Europäische Kommission, es sei von einem vierköpfigen, namentlich nicht genannten Team entwickelt worden.
Das Eurozeichen ist ein großes, aber rundes E, das in der Mitte statt einem zwei waagerechte Striche besitzt, also ein E mit Querstrich (oder auch wie ein C mit einem Gleichheitszeichen (=) kombiniert). Es erinnert an den griechischen Buchstaben Epsilon (ϵ) und damit an den antiken Ursprung Europas. Die zwei geraden Striche (Parallelen) symbolisieren die Stabilität des Euros.
Die konstruierte, statische Ursprungsgrafik wurde von den Schriftentwerfern bald als neues Währungszeichen akzeptiert (vergleichbar den Zeichen für Dollar $, Naira ₦, Pfund £, Won ₩ und Yen ¥), was ihm den Rang eines schriftspezifischen Zeichens einbrachte, das sich formell den Buchstabenformen einer Schriftfamilie unterordnen muss.

## Darstellung in Computersystemen und Ersetzung

### Kodierung
Das Euro-Währungssymbol wird im Unicodesystem durch den hexadezimalen Code U+20AC (im Unicodeblock Währungszeichen) repräsentiert. Auch in der älteren 8-bit-Normenfamilie ISO 8859 existieren mit ISO 8859-15 (ISO-Latin-9) und ISO 8859-16 (ISO-Latin-10), seit 2003 auch ISO 8859-7 (griechisch), drei Zeichenkodierungen, die unter dem hexadezimalen Code 0xA4 das Eurosymbol repräsentieren. Unter Microsoft Windows kommt häufig die proprietäre Zeichenkodierung Windows-CP-1252 zum Einsatz, in der das Euro-Symbol durch 0x80 (hexadezimal) repräsentiert wird. In HTML kann es durch &euro; kodiert werden.

### Tastatur
Auf der deutschen Standard-PC-Tastatur liegt das Eurozeichen als Drittbelegung auf der E-Taste.
- Unter Windows kann es mit Hilfe von Alt Gr+E oder Strg + Alt + E (kann in Ausnahmefällen deaktiviert sein) und auf der englischen Tastatur mit Hilfe von Alt Gr+4 eingegeben werden.
- Unter Mac OS erfolgt die Eingabe über ⌥+E.
- Bei Unix bzw. Unix-ähnlichen Systemen hängt die Eingabemöglichkeit von der jeweiligen Shell bzw. dem verwendeten Programm ab, in den gängigen Distributionen funktioniert die Eingabe in der Regel mit Alt Gr+E oder über die Compose-Taste mit =+E oder =+C.
- Es kann auch mit Alt + 0128 (Numerischer Block) eingegeben werden.

### Ersetzung
Kann das Zeichen nicht dargestellt werden, weil es in der verwendeten Schriftart oder dem Zeichensatz fehlt, so sollte es durch die Abkürzung EUR oder das Wort Euro ersetzt werden.  Die Schreibweisen Eur und EURO sind nicht gültig.
Heute basieren jedoch praktisch alle modernen Computersysteme und -schriften auf Unicode, sodass eine Ersetzung aus technischen Gründen kaum noch nötig ist. Auch wenn die verwendete Tastatur das Zeichen nicht aufweist, kann es praktisch immer über eine entsprechende Funktion des Betriebssystems oder des jeweiligen Texteditors eingefügt werden. Lediglich wenn Programme oder Schriftarten genutzt werden, die vor 1997 entstanden sind und nicht auf den neuesten Stand gebracht wurden, kann es zu einer falschen Darstellung kommen.